# Cruz Larga
Cruz Larga är en ort i Mexiko.   Den ligger i kommunen Xalatlaco och delstaten Mexiko, i den sydöstra delen av landet, 40 km sydväst om huvudstaden Mexico City. Cruz Larga ligger 2 883 meter över havet och antalet invånare är 946.
Terrängen runt Cruz Larga är bergig, och sluttar brant västerut. Runt Cruz Larga är det tätbefolkat, med 356 invånare per kvadratkilometer. Närmaste större samhälle är San Mateo Atenco, 17,3 km nordväst om Cruz Larga. Trakten runt Cruz Larga består till största delen av jordbruksmark.